# Grenadini
Grenadini su lanac malih otoka koji leže na granici između većih otoka Saint Vincent i Grenada u Malim Antilima. Devet ih je naseljeno i otvoreno za javnost (ili deset, ako se računa otok Young Island na pučini): Bequia, Mustique, Canouan, Union, Petit St Vincent, Otok palmi i Mayreau, svi u Saint Vincentu i Grenadinima, te Petite Martinique i Carriacou u Grenadi. Nekoliko dodatnih otoka u privatnom vlasništvu, kao što je Calivigny, također je naseljeno. Značajni nenaseljeni otoci Grenadina uključuju Petit Nevis, koji koriste kitolovci, i Petite Mustique, koji je bio središte poznate prijevare s nekretninama početkom 2000-ih.
Sjeverne dvije trećine lanca, uključujući oko 32 otoka i zaljeva, dio su države Sveti Vincent i Grenadini. Južna trećina lanca pripada državi Grenadi. Carriacou je najveći i najnaseljeniji Grenadin.

## Geografske granice
Otoci su politički podijeljeni između otočnih država Svetog Vincenta i Grenadina i Grenade. Leže između otoka Sveti Vincent na sjeveru i Grenade na jugu. Ni Sveti Vincent ni Grenada nisu grenadinski otoci. Otoci sjeverno od kanala Martinique pripadaju Svetom Vincentu i Grenadinima, a otoci južno od kanala pripadaju Grenadi.

## Povijest
Povijest Grenadina nije dobro proučena zbog njihove nevažnosti, nedostatka izvornih dokumenata i nedostatka ozbiljnih istraživanja. Otoci su bili rijetko naseljeni Karibima, koji su ih uglavnom koristili za ribolov i skupljanje hrane. Kada su Francuzi preuzeli Grenadu 1650., Grenadini su bili uključeni (Sveti Vincent na sjeveru ostao je karipska zemlja). Zbog njihove male veličine, opasnih grebena i nedostatka svježe vode, Francuzi su ih uglavnom koristili za ribolov, lov na kornjače i pravljenje vapna. Također su ih koristili krijumčari i pirati. Prva stalna naselja osnovana su oko 1740. Kada su Britanci preuzeli vlast 1762., postojao je priličan broj francuskih plantaža na Bequii i Carriacou. Godine 1791. otoci su podijeljeni između Grenade i Sv. Vincenta.

## Veći otoci Grenadina

### Sveti Vincent i Grenadini
Ukupna populacija grenadinskih otoka unutar Svetog Vincenta i Grenadina procjenjuje se na 10.234. Sljedeći otoci čine župu Grenadini:
| Otok                  | Površina [km2] | Broj st. | Gl. grad                       |
| --------------------- | -------------- | -------- | ------------------------------ |
| Sjeverni Grenadini    |                |          |                                |
| Bequia                | 18.3           | 5300     | Port Elizabeth                 |
| Mustique              | 5.70           | 800      | Lovell (privatni otok)         |
| Južni Grenadini       |                |          |                                |
| Union                 | 9              | 2700     | Clifton                        |
| Canouan               | 7.60           | 1200     | Port Charlestown               |
| Mayreau               | 1.20           | 280      | Old Wall                       |
| Nenaseljeni Grenadini |                |          |                                |
| Otok palmi            | 0.55           |          | Cactus Hill (privatni otok)    |
| Petit Saint Vincent   | 0.46           |          | Telescope Hill (privatni otok) |
| Tobago Cays           | 0.25           |          | morski rezervat                |
| Quatre                | 1.52           |          |                                |
| Baliceaux             | 1.20           |          |                                |
| Battowia              | 0.71           |          |                                |
| Petite Mustique       | 0.40           |          |                                |
| Petit Nevis           | 0.29           |          |                                |
| Petite Canouan        | 0.20           |          |                                |
| Savan                 | 0.11           |          |                                |

### Grenada
Carriacou i Petite Martinique zavisni su od Grenade i imaju 10.900 stanovnika. Carriacou je najveći u lancu Grenadine. Ovi otoci sadrže:
| Otok              | Površina [km2] | Broj st. | Gl. grad      |
| ----------------- | -------------- | -------- | ------------- |
| Južni Grenadini   |                |          |               |
| Carriacou         | 32.73          | 10.000   | Hillsborough  |
| Petite Martinique | 2.37           | 900      | Sjeverno selo |
| Nenaseljeni otoci |                |          |               |
| Ronde             | 8.1            |          |               |
| Caille            | 1.62           |          |               |
| Saline            | 0.11           |          |               |
| Veliki otok       | 0.15           |          |               |
| Otok Fregate      | 0.09           |          |               |

## Vanjske poveznice
|  | Zajednički poslužitelj ima još gradiva o temi Grenadini |